# A Abadia de Westminster com uma procissão dos Cavaleiros do Banho

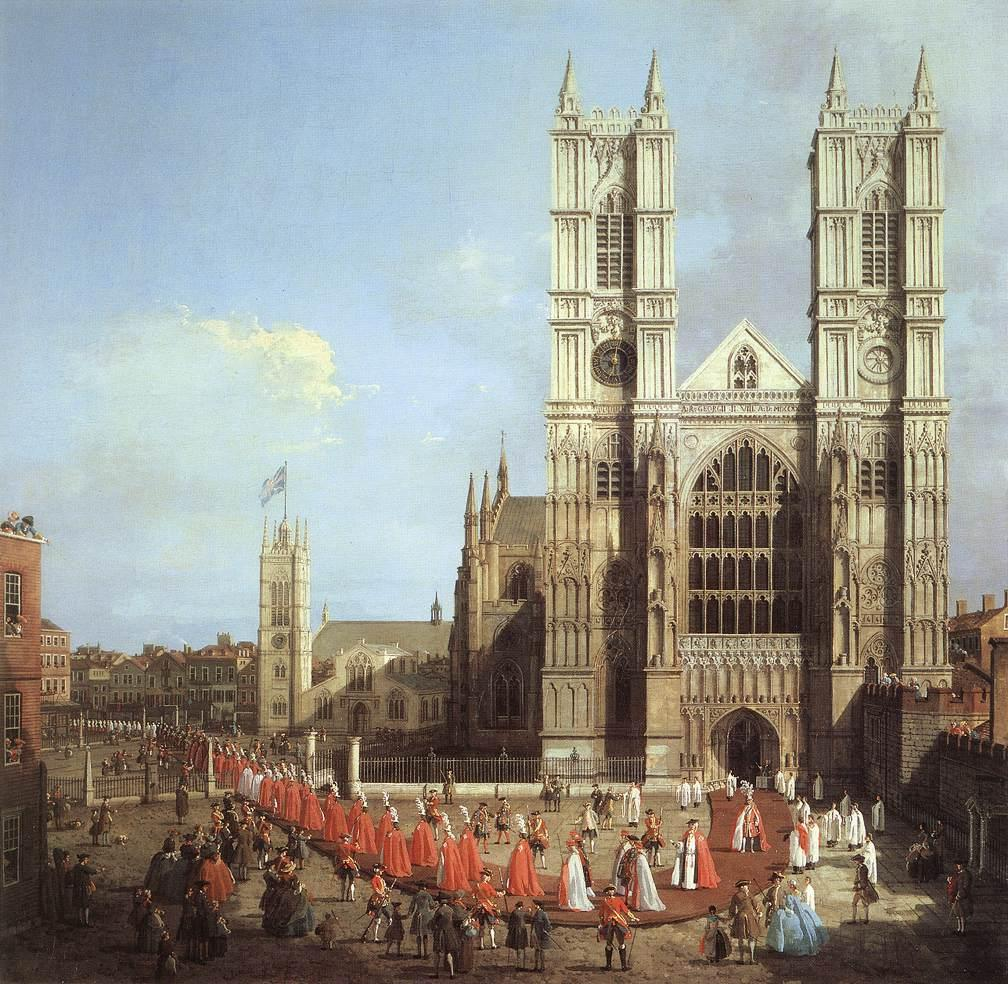

A Abadia de Westminster com uma procissão dos Cavaleiros do Banho é uma pintura de Canaletto criada em 1749 que retrata os Cavaleiros do Banho na Abadia de Westminster. Em 2020, a pintura foi colocada em exposição pública na Abadia pela primeira vez desde a sua encomenda de 1792 como parte de uma exposição nas Galerias Jubileu de Diamante da Rainha da Abadia. A pintura normalmente fica na residência do Reitor da Abadia de Westminster.